# Praia de São Torpes
O pôr-do-sol observado a partir da Praia de São Torpes.
A Praia de São Torpes é uma praia portuguesa situada no concelho de Sines, em plena zona costeira do Parque Natural do Sudoeste Alentejano e Costa Vicentina.
Esta praia possui um extenso areal de areias finas e claras, com águas procuradas por surfistas e por adeptos de águas mais quentes, já que, perto da praia encontra-se um complexo energético da EDP. 
É famosa, sobretudo, por acreditar-se que foi nesta que deu à costa o corpo de São Torpes e a quem foi buscar o nome pelo qual se tornou conhecida. Perto da praia encontra-se o Padrão de São Torpes, que marca o local exato onde o santo e mártir cristão foi sepultado.